# Staw Górnik
Staw Górnik – sztuczny staw znajdujący się w Katowicach, na terenie dzielnicy Giszowiec. Staw o powierzchni 1,67 ha położony jest w lesie pomiędzy ulicą Adama w Giszowcu a Wesołą (dzielnica Mysłowic). Zbiornik leży w dolinie południowego dopływu Boliny – Boliny Południowej I i powstał wskutek osiadania terenu dna ze względu na działalność górniczą i przegłębienia. Jest on wypełniony wodą z napływu wód gruntowych.
W 1977 roku sekcja wędkarska Kopalni Węgla Kamiennego „Staszic” zagospodarowała i zarybiła staw Górnik. Obecnie staw otoczony jest dobrze zachowaną roślinnością nadwodną i jest lęgowiskiem płazów, a także rzadkich oraz chronionych gatunków roślin, w tym wywłócznika kłosowego. Blisko stawu przebiega Szlak Dolinki Murckowskiej. Staw jest częścią Ekologicznego Systemu Obszarów Chronionych w Katowicach.